# Soroban

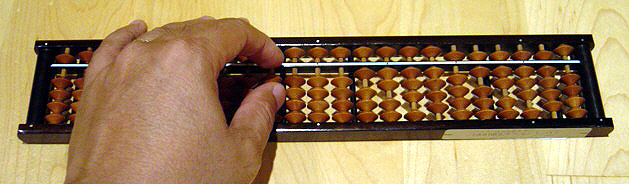
Soroban

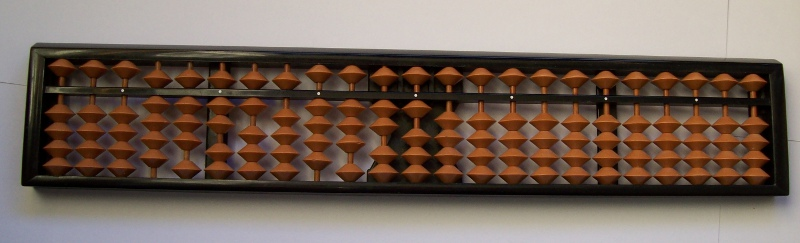
Un soroban amb el nombre 987654321

El soroban o àbac japonès (en japonès 算盤, そろばん) és una evolució de l'àbac xinès que va ser importat al Japó al segle xv en el període Muromachi. Va prendre la forma actual en els anys 1930. No implica més que el mínim de boles requerides per a efectuar les operacions sobre l'àbac, és a dir, una de sola quinària (dalt de l'àbac) i 4 d'unàries (a baix). En general un soroban té almenys una quinzena de columnes, però pot arribar fins a 21, 23, 27 o 31 columnes.
S'hi poden efectuar totes les operacions bàsiques d'aritmètica (addició, subtracció, multiplicació, divisió), i fins i tot els experts arriben a extraccions d'arrels, càlcul en binari, octal, hexadecimal... Cal observar que no és necessari conèixer les seves taules de sumar, però amb algunes de les tècniques cal conèixer les taules de multiplicar per efectuar les multiplicacions.
La tècnica permet automatitzar les manipulacions sobre el soroban, i atènyer, amb entrenament, velocitats impressionants.
La seva visualització permet efectuar càlcul mental segons la tècnica anomenada anzan (暗算, 'càlcul a cegues'), en japonès.